# Wzięcie do niewoli towarzysza pancernego. Epizod z wojny szwedzkiej
Wzięcie do niewoli towarzysza pancernego. Epizod z wojny szwedzkiej – obraz olejny polskiego malarza Wojciecha Kossaka z 1894 roku, znajdujący się w Galerii sztuki polskiej 1800–1945 Muzeum Śląskiego w Katowicach.
Wojciech Kossak, przedstawiciel nurtu malarstwa o tematyce historycznej i batalistycznej, namalował Wzięcie do niewoli w 1894 roku. Obraz przedstawia scenę bitewną, w której Szwedzi uprowadzają husarza polskiego. Dzieło o wymiarach 71 × 125 cm jest sygnowane w prawym dolnym rogu: Wojciech Kossak | 1894. Muzeum Śląskie nabyło obraz w Krakowie w 1928 roku od M. Bressera. Podczas II wojny światowej dzieło Kossaka zostało wywiezione do Niemiec. Rewindykowano je w 1950 roku. Posiada muzealny numer inwentarzowy: MŚK/SzM/402.